# Resolució 582 del Consell de Seguretat de les Nacions Unides
La Resolució 582 del Consell de Seguretat de l'ONU, fou aprovada per unanimitat el 24 de febrer de 1986, després de notar que el Consell que ja durava sis anys el continuat conflicte entre Iran i Iraq, el Consell va deplorar els actes inicials que van iniciar la Guerra Iran-Iraq i la continuació del conflicte .
El Consell va condemnar l'escalada del conflicte, incloses les incursions territorials, el bombardeig d'àrees civils, els atacs contra vaixells neutrals, la violació del dret internacional i l'ús d'armes químiques per Iraq, contràriament al Protocol de Ginebra de 1925.
La resolució va demanar a l'Iran i l'Iraq que cessessin les hostilitats i observessin un alto el foc, amb una retirada completa de les forces militars a les seves fronteres internacionalment reconegudes, així com un intercanvi de presoners pel Comitè Internacional de la Creu Roja. També va instar a ambdues parts a presentar tots els aspectes del conflicte immediatament a la mediació i va demanar al Secretari General Javier Pérez de Cuéllar que continués els seus esforços en el procés de mediació.
El compliment de la Resolució 582 era voluntari, i ambdues parts es van negar a implementar-la.